# Sheep
Sheep – utwór grupy Pink Floyd pochodzący z płyty Animals. Powstał on podczas sesji nagraniowej do poprzedniej płyty tej grupy Wish You Were Here i był wykonywana podczas licznych koncertów jako „Raving and Drooling”.
Tekst mówi o ślepym podążaniu ludzi słabych za przywódcami. Wzbudził sporo kontrowersji za sprawą sarkastycznej parafrazy biblijnego Psalmu 23, który jest jednak bardzo słabo słyszalny za sprawą przepuszczenia głosu wypowiadającego tekst przez vocoder.